# Antoine Platteau
Pour les articles homonymes, voir Platteau.
Antoine Platteau est un chef décorateur de cinéma français.

## Biographie
Enseignant dans une école de stylisme et chargé de l'encadrement d'une équipe dans un bureau de style, Antoine Platteau commence à travailler pour le cinéma en 1990 avec la réalisation des décors de La Vie des morts. Il quitta ce milieu pour travailler dans la décoration chez Hermès. Il est entre autres chargé de la vitrine du Faubourg Saint-Honoré.

## Filmographie
- 1991 : La Vie des morts d'Arnaud Desplechin
- 1992 : La Sentinelle d'Arnaud Desplechin
- 1994 : Le Fils préféré de Nicole Garcia
- 1996 : Encore de Pascal Bonitzer
- 1996 : Comment je me suis disputé... (ma vie sexuelle) d'Arnaud Desplechin
- 1997 : Nettoyage à sec d'Anne Fontaine
- 1998 : Dieu seul me voit de Bruno Podalydès
- 2000 : Aïe de Sophie Fillières
- 2002 : La Guerre à Paris de Yolande Zauberman
- 2003 : Mes enfants ne sont pas comme les autres
- 2004 : Blonde et Brune de Christine Dory
- 2004 : À tout de suite de Benoît Jacquot
- 2004 : Le Dernier Jour de Rodolphe Marconi
- 2005 : J'irai cracher sur vos tongs
- 2005 : Les Invisibles
- 2005 : Gentille de Sophie Fillières
- 2006 : Hell de Bruno Chiche
- 2006 : La Tourneuse de pages de Denis Dercourt
- 2007 : La Question humaine de Nicolas Klotz
- 2007 : Oui, peut-être
- 2007 : Darling de Christine Carrière
- 2008 : De la guerre de Bertrand Bonello
- 2008 : Les Inséparables de Christine Dory
- 2009 : Un chat un chat
- 2009 : Demain dès l'aube...
- 2010 : Belle Épine de Rebecca Zlotowski
- 2012 : Le Fil d'Ariane (téléfilm)
- 2012 : Au galop
- 2013 : Grand Central